# جيمي وليامز (لاعب كرة قدم أمريكية)
جيمي وليامز (بالإنجليزية: Jimmy F. Williams)‏ هو لاعب كرة قدم أمريكية أمريكي، ولد في 8 مارس 1984 في هامبتون في الولايات المتحدة.